# یلوه بال‌نواری
یلوه بال‌نواری (نام علمی: Hypotaenidia poeciloptera) یک گونه منقرض‌شده از پرندگان تیرهٔ یلوگان (Rallidae) و بومی فیجی بود که آخرین بار در سال ۱۸۹۰ در ویتی لوو جمع‌آوری شد. این گونه از دوازده نمونه سدهٔ ۱۹ شناسایی شد که برخی از آنها در بوستون، لندن و نیویورک شناخته شده‌اند. آخرین دیدار تاییدنشده این پرنده در سال ۱۹۷۳ بود.
بقایای فسیلی مربوط به پایان پلیستوسن یا آغاز هولوسن در برخی از غارهای فیجی شناخته شده است.
این پرنده جزیره‌ای بی‌پرواز در جنگل‌های زمینی و ساکن باتلاق آب شیرین بود و گمان می‌رود که پس از ورود خدنگ‌ها و گربه‌ها به جزایر ناپدید شده است.

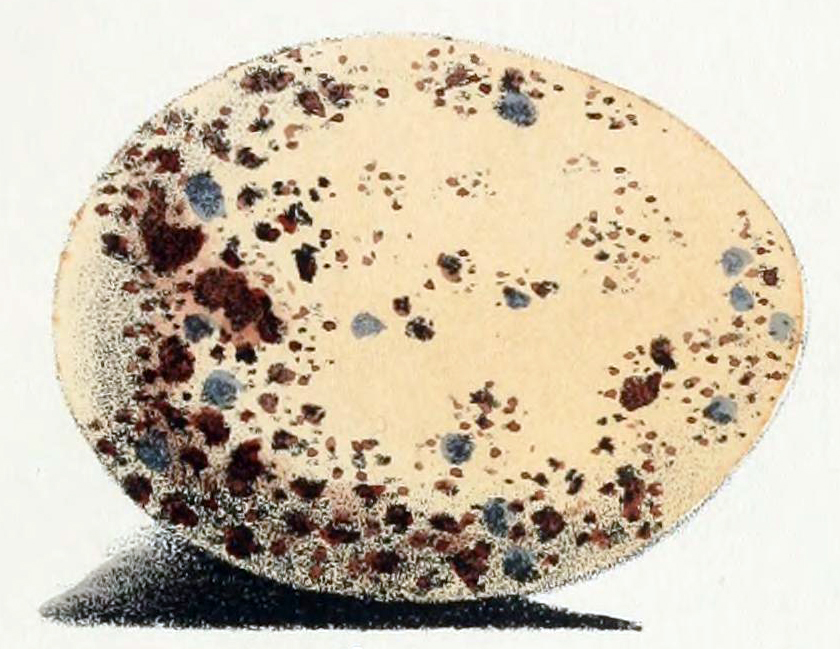
تخم‌مرغ